# ابن منده
ابو عبدالله محمد بن اسحاق بن محمد بن یحیی بن منده عبدی اصفهانی (متووفی ۵–۱۰۰۴ میلادی) عالم علم حدیث ایرانی و از اهل سنت پیرو فقه حنفی بود.